# Iota Lupi
Iota Lupi (ι Lup / ι Lupi) è una stella nella costellazione del Lupo, distante 338 anni luce dal sistema solare. La sua magnitudine apparente è +3,54, che la rende l'ottava stella più brillante della costellazione.
Come le altre stelle principali della costellazione del Lupo, fa parte dell'associazione stellare Scorpius-Centaurus, e più precisamente del sottogruppo Centauro superiore-Lupo, un gruppo di stelle con un'origine comune ed un'età approssimativa di 15 o 20 milioni di anni.

## Osservazione
La sua posizione è fortemente meridionale e ciò comporta che la stella sia osservabile prevalentemente dall'emisfero sud, dove si presenta circumpolare anche da gran parte delle regioni temperate; dall'emisfero nord la sua visibilità è invece limitata alle regioni temperate inferiori e alla fascia tropicale. La sua magnitudine pari a +3,54 le consente di essere scorta senza difficoltà anche dai piccoli centri urbani.
Il periodo migliore per la sua osservazione nel cielo serale ricade nei mesi compresi fra fine marzo e agosto; nell'emisfero sud è visibile anche verso l'inizio della primavera, grazie alla declinazione australe della stella, mentre nell'emisfero nord può essere osservata in particolare durante i mesi tardo-primaverili boreali.

## Caratteristiche fisiche
Iota Lupi è una subgigante blu di tipo spettrale B2.5IV, con una massa circa 7 volte quella solare e oltre 2000 volte più luminosa della nostra stella. Il diametro angolare è stato misurato pari a 0,69 mas: la combinazione di questo valore con la distanza di 338 luce anni calcolata dalla parallasse misurata da Hipparcos dà come risultato un raggio 7,7 volte superiore a quello del Sole. Come altre stelle del gruppo Centauro superiore-Lupo, nonostante un'età di appena 20 milioni di anni, sta finendo l'idrogeno interno al suo nucleo e in tempi relativamente brevi la stella si trasformerà in una vera e propria gigante, aumentando considerevolmente le sue dimensioni, entrando nell'ultimo stadio della propria esistenza di stella normale.